# Motyle dzienne Belgii
Motyle dzienne Belgii – ogół taksonów motyli z grupy motyli dziennych (Rhopalocera), a więc szeroko definiowanych Papillonoidea, których występowanie stwierdzono na terenie Belgii.

## Powszelatkowate(Hesperidae)
W Belgii stwierdzono 15 gatunków:
- Carcharodus alceae – warcabnik ślazowiec
- Carterocephalus palaemon – kosternik palemon
- Erynnis tages – powszelatek brunatek
- Hesperia comma – karłątek klinek
- Heteropterus morpheus – rojnik morfeusz
- Ochlodes sylvanus – karłątek kniejnik
- Pyrgus alveus – powszelatek alweus
- Pyrgus carthami – powszelatek chabrowiec
- Pyrgus malvae – powszelatek malwowiec
- Pyrgus serratulae – powszelatek sierpikowiec
- Spialia sertorius
- Thymelicus acteon – karłątek akteon
- Thymelicus lineola – karłątek ryska
- Thymelicus sylvestris – karłątek leśny

## Bielinkowate(Pieridae)
W Belgii stwierdzono 15 gatunków:
- Anthocharis cardamines – zorzynek rzeżuchowiec
- Aporia crataegi – niestrzęp głogowiec
- Colias alfacariensis – szlaczkoń południowiec
- Colias croceus – szlaczkoń sylwetnik
- Colias hyale – szlaczkoń siarecznik
- Colias palaeno – szlaczkoń torfowiec
- Euchloe crameri
- Gonepteryx rhamni – latolistek cytrynek
- Leptidea juvenica
- Leptidea sinapis – wietek gorczycznik
- Pieris brassicae – bielinek kapustnik
- Pieris mannii
- Pieris napi – bielinek bytomkowiec
- Pieris rapae – bielinek rzepnik
- Pontia daplidice – bielinek rukiewnik

## Modraszkowate(Lycaenidae)
W Belgii stwierdzono 35 gatunków z trzech podrodzin:

### Czerwończyki(Lycaeninae)
- Lycaena dispar – czerwończyk nieparek
- Lycaena helle – czerwończyk fioletek
- Lycaena hippothoe – czerwończyk płomieniec
- Lycaena phlaeas – czerwończyk żarek
- Lycaena tityrus – czerwończyk uroczek
- Lycaena virgaureae – czerwończyk dukacik

### Modraszki(Polyommatinae)
- Aricia agestis – modraszek agestis
- Cacyreus marshalli
- Celastrina argiolus – modraszek wieszczek
- Cupido argiades – modraszek argiades
- Cupido minimus
- Cyaniris semiargus
- Glaucopsyche alexis – modraszek aleksis
- Lampides boeticus
- Phengaris alcon – modraszek alkon
- Phengaris arion
- Phengaris teleius – modraszek telejus
- Plebejus argus
- Plebejus argyrognomon
- Plebejus idas
- Polyommatus damon – modraszek damon
- Polyommatus dorylas – modraszek dorylas
- Polyommatus icarus – modraszek ikar
- Polyommatus thersites
- Pseudophilotes baton

### Ogończyki(Theclinae)
- Callophrys rubi – zieleńczyk ostrężyniec
- Favonius quercus – pazik dębowiec
- Satyrium acaciae – ogończyk akacjowiec
- Satyrium ilicis – ogończyk ostrokrzewowiec
- Satyrium pruni – ogończyk śliwowiec
- Satyrium spini – ogończyk tarninowiec
- Satyrium w-album – ogończyk wiązowiec
- Thecla betulae – pazik brzozowiec

## Paziowate(Papilionidae)
W Belgii stwierdzono dwa gatunki
- Iphiclides podalirius – paź żeglarz
- Papilio machaon – paź królowej

## Rusałkowate(Nymphalidae)
W Belgii stwierdzono 55 gatunków z czterech podrodzin:

### Apaturinae
- Apatura ilia – mieniak strużnik
- Apatura iris – mieniak tęczowiec

### Limenitidinae
- Limenitis camilla – pokłonnik kamilla
- Limenitis populi – pokłonnik osinowiec

### Nymphalinae
- Aglais io – rusałka pawik
- Aglais urticae – rusałka pokrzywnik
- Araschnia levana
- Argynnis paphia – dostojka malinowiec
- Boloria aquilonaris – dostojka akwilonaris
- Boloria dia – dostojka dia
- Boloria eunomia – dostojka eunomia
- Boloria euphrosyne – dostojka eufrozyna
- Boloria selene – dostojka selene
- Brenthis daphne – dostojka dafne
- Brenthis ino – dostojka ino
- Danaus plexippus
- Euphydryas aurinia – przeplatka aurinia
- Euphydryas maturna – przeplatka maturna
- Fabriciana niobe
- Issoria lathonia – dostojka latonia
- Melitaea athalia – przeplatka atalia
- Melitaea aurelia – przeplatka aurelia
- Melitaea cinxia – przeplatka cinksia
- Melitaea diamina – przeplatka diamina
- Melitaea didyma – przeplatka didyma
- Melitaea phoebe – przeplatka febe
- Nymphalis antiopa – rusałka żałobnik
- Nymphalis polychloros – rusałka wierzbowiec
- Nymphalis xanthomelas – rusałka drzewoszek
- Polygonia c-album – rusałka ceik
- Speyeria aglaja
- Vanessa atalanta – rusałka admirał
- Vanessa cardui – rusałka osetnik

### Oczennicowate(Satyrinae)
- Aphantopus hyperantus – przestrojnik trawnik
- Arethusana arethusa
- Chazara briseis – skalnik bryzeida
- Coenonympha arcania – strzępotek perełkowiec
- Coenonympha glycerion – strzępotek glicerion
- Coenonympha hero – strzępotek hero
- Coenonympha pamphilus – strzępotek ruczajnik
- Coenonympha tullia – strzępotek soplaczek
- Erebia aethiops – górówka medea
- Erebia ligea – górówka boruta
- Erebia medusa – górówka meduza
- Hipparchia fagi
- Hipparchia semele – skalnik semele
- Hipparchia statilinus – skalnik statilinus
- Lasiommata maera – osadnik kostrzewiec
- Lasiommata megera – osadnik megera
- Lopinga achine
- Maniola jurtina – przestrojnik jurtina
- Melanargia galathea – polowiec szachownica
- Pararge aegeria – osadnik egeria
- Pyronia tithonus – przestrojnik titonus

## Wielenowate(Riodinidae)
W Belgii stwierdzono 1 gatunek
- Hamearis lucina – wielena plamowstęg